# Éducation au Moyen Âge en Occident

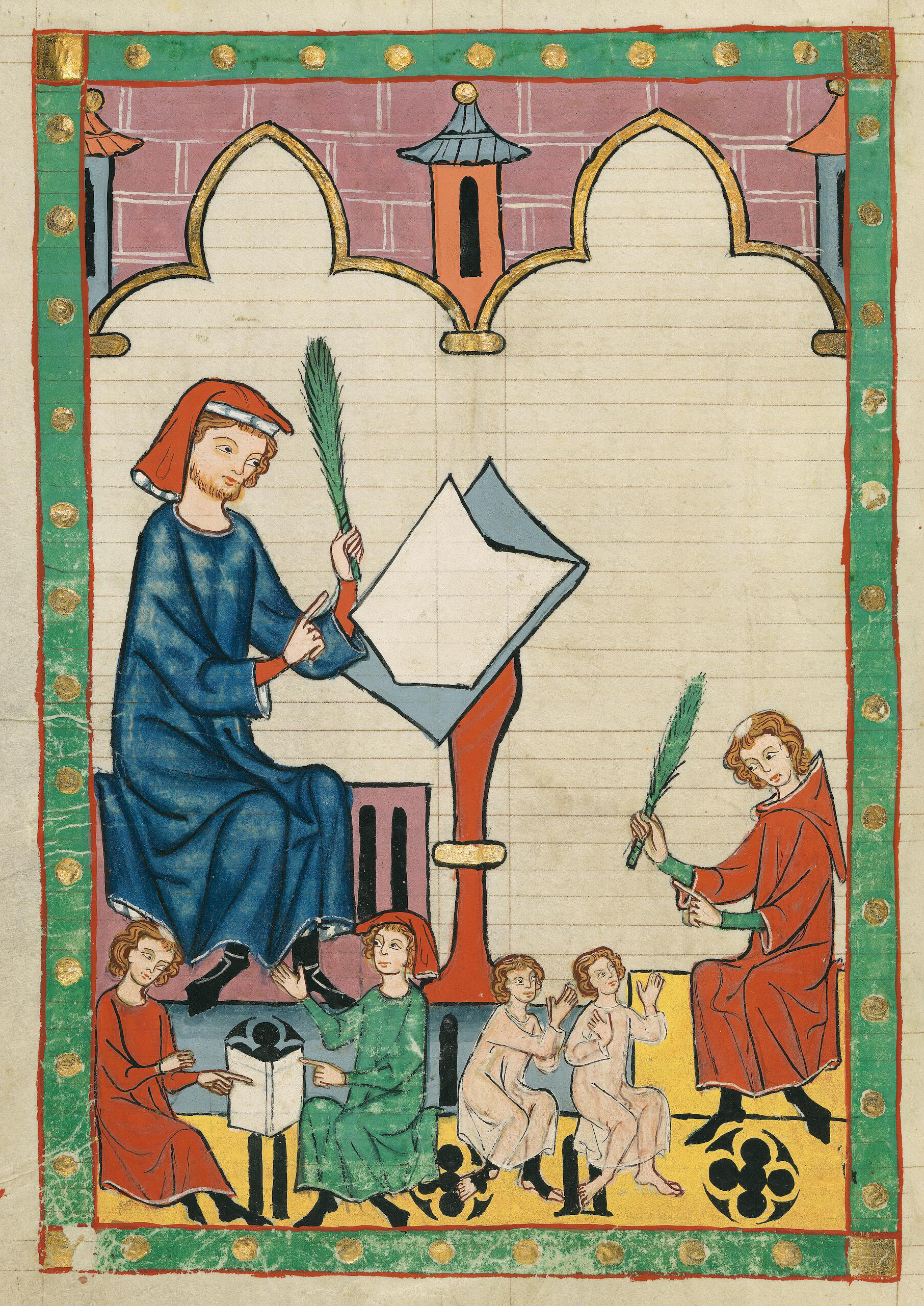
Représentation du «maître d'école d'Esslingen», dans le Codex Manesse (XIVe siècle).

Durant les derniers siècles de l’empire, l’école publique romaine est prise en charge par les civitates ou par le gouvernement impérial. On y enseigne les sept « arts libéraux » qui comprennent du trivium - grammaire, rhétorique, dialectique et du quadrivium - arithmétique, géométrie, astronomie, musique. Si durant l’Antiquité l’éducation — paideia — vise à former les élites politiques et administratives des cités, l’école médiévale occidentale a, elle, pour mission d’enseigner la vérité chrétienne. L'effondrement de l'empire d'Occident oblige l'Église à prendre en main cette formation, qui est, dans un premier temps, réservée aux futurs clercs. Ce n’est pas pour autant qu’il y ait un rejet drastique de la culture antique. Selon Riché, « Pendant le catastrophique Ve siècle — grandes invasions — Romains païens, chrétiens continuent à faire confiance au système pédagogique classique romain ». Donc, ni les Germains ni l'Église ne détruisent l'institution scolaire. On peut distinguer plusieurs phases dans le passage de l'éducation antique à l'éducation médiévale. L’empire d’Orient quant à lui, continue à développer son propre système éducatif.

## Haut Moyen Âge occidental (s)

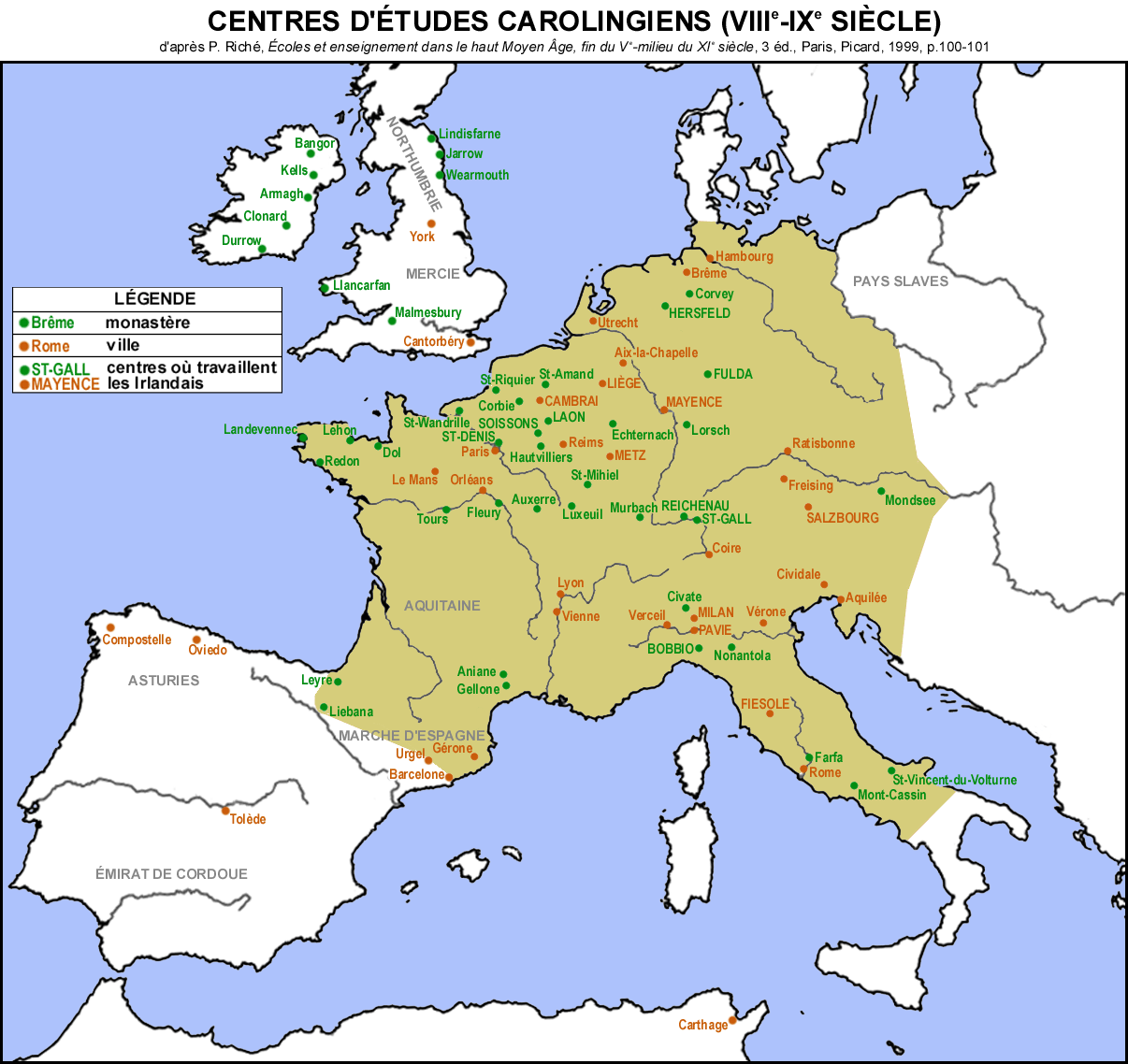
Centres d'études carolingiens entre le.

## Haut Moyen Âge occidental (Ve–Xesiècles)

### L'enseignementdurant leHaut Moyen Âge
Plutôt qu’une rupture brutale, entre les IVe et VIIIe siècles, il y a une lente transformation. Durant les Ve et VIe siècles, le christianisme, religion d’État, conserve le modèle éducatif païen. Puis à partir du milieu du VIe et du début du VIIe siècle, il y a des disparités entre les différentes régions au sein de l'Occident chrétien. Tandis que des régions entières connaissent une absence totale ou presque d'enseignement, d'autres comme l'Irlande, ou l'Espagne, innovent et mettent en place ce qui deviendra le système éducatif médiéval, fondé sur le savoir religieux, enseigné au sein de monastères, d’écoles épiscopales et paroissiales. Puis à la fin du VIIe et au début du VIIIe, le nouveau modèle scolaire se diffuse grâce aux moines irlandais. La culture devient chrétienne, ce qui marque la fin de la paideia antique, y compris au sein de l'aristocratie du Haut Moyen Âge. Finalement, sous le règne des Carolingiens, au VIIIe et au début du IXe, on assiste à un renouveau culturel, où le savoir antique occupe une place substantielle aux côtés de la pensée chrétienne. Cette école nouvelle associe l'instruction littéraire et l'éducation religieuse. Selon Durkheim, c'est la véritable naissance de l'école, c'est-à-dire d'un milieu moral organisé, voué autant à façonner les idées et les sentiments de l'élève qu'à la transmission des connaissances. Cette transformation fera dire à Bernard, maître de l’École de Chartres «Nous sommes comme des nains sur des épaules de géants. Nous voyons mieux et plus loin qu’eux, non que notre vue soit plus perçante ou notre taille plus élevée, mais parce que nous sommes portés et soulevés par leur stature gigantesque ».

### L'éducation romaine

#### Contexte
Alors que l'Empire romain périclite et est conquis par les peuples barbares, l'Église chrétienne joue un rôle de plus en plus grand dans les institutions, notamment dans l'éducation. En l'absence d'école chrétienne et conscients que sans instruction les études religieuses sont impossibles, les chrétiens du IVe siècle confient leurs enfants à l'école classique. Cela même si les idées qui y sont véhiculées vont à l'encontre des valeurs de l'Église. Saint Augustin, lui-même, condamne la culture antique « en tant qu’idéal indépendant, rival de la révélation chrétienne ». Selon lui, l'étude des arts libéraux n'est qu'une préparation aux études bibliques.
À partir du IVe siècle, les monastères deviennent les uniques centres du « Savoir ». L'instruction dispensée est entièrement vouée au service de Dieu.

#### Les écoles monastiques
Selon H.-I. Marrou, « Le monachisme a ravivé, dans la tradition chrétienne, le « primat des simples », s’opposant à l’orgueil intellectuel que véhiculait la culture antique et qui, l’exemple des gnostiques et des alexandrins le prouve assez, menaçait d’étouffer la simplicité évangélique ». L'éducation dispensée dans les monastères est plus spirituelle qu'intellectuelle. Elle vise à atteindre la véritable méditation qui est la contemplation de Dieu.
Les enfants et les adolescents confiés au monastère apprennent à lire et à écrire. Après quoi, ils étudient les textes bibliques. Afin de pouvoir participer aux cérémonies religieuses, ils apprennent par cœur leur psautier. Tout l'apprentissage gravite autour de la parole de Dieu. On peut comme nous l'indique Riché, « […] imaginer les écoles monastiques à la façon des écoles coraniques ou des écoles juives. Les enfants en se balançant suivant la technique que le père Jousse a appelé le « rythme pédagogique » s’imprègnent de la parole divine et l’écrivent en même temps. Connaissant son psautier, le jeune moine peut participer activement aux offices liturgiques ».
La majorité des monastères n'admet que la culture biblique. Néanmoins, d'autres tel le monastère de Vivarium fondé par Cassiodore incluent la culture antique.
À la fin du Ve siècle, sous l'influence des monastères, certains clercs se demandent à quoi sert d'étudier les discours latins, d'user de rhétorique si la majorité ne peut les comprendre. Les religieux, tout spécialement les évêques, ressentent l'incompatibilité entre culture profane et culture chrétienne.

#### L'école chrétienne: caractéristiques et particularités
Au VIe siècle, tout comme au IVe et Ve, la culture des chrétiens tant clercs que laïcs demeure analogue à la culture classique, malgré quelques inflexions: Grégoire de Tours se voit contraint d'étudier par lui-même les arts libéraux, n'ayant reçu de ses oncles évêques de Lyon et Clermont qu'une éducation religieuse. Il convient aussi de tenir compte d'importantes disparités géographiques, et aussi politiques: le souverain de chaque regnum peut influencer comme il l'entend la culture, à l'instar de Chilpéric de Neustrie, auteur d'un hymne liturgique à saint Médard, à qui l'on doit l'ajout de deux lettres à l'alphabet latin.
À partir du VIe siècle, au moment où s'opère une reprise de l'évangélisation, on peut constater une opposition de plus en plus grande face à la culture antique. Celle-ci, loin d'un idéal religieux, forme les jeunes gens qui accèdent à une fonction au sein de l'administration. Cette éducation élitiste va à l'encontre des principes des clercs qui désirent que le plus grand nombre de personnes soit éduqué afin d'avoir accès aux textes sacrés. La maxime « L’Évangile prêché aux prêcheurs et non aux rhéteurs » est alors bien d'actualité. Riché cite Césaire, moine du monastère de Lérins, qui écrit : « Je demande humblement que les oreilles des lettrés se contentent de supporter sans se plaindre des expressions rustiques, afin que tout le troupeau du Seigneur puisse recevoir la nourriture céleste dans un langage simple et terre à terre. Puisque les ignorants et les simples ne peuvent s’élever à la hauteur des lettrés, que les lettrés daignent s’abaisser leur ignorance ! Les hommes instruits peuvent comprendre ce qui a été dit aux simples, tandis que les simples ne sont pas capables de profiter de ce qui aurait été dit aux savants ».
Les monastères ne sont plus les seuls à éduquer les jeunes gens. En 529, les participants au concile de Vaison ont décidé d'inciter les évêques à bâtir des écoles rattachées aux cathédrales ainsi qu'aux principales églises de leur diocèse. Il s'agit là d'un indice « de la volonté de l’Église à reprendre en main le système scolaire laissé à l’abandon par les autorités laïques ».
Selon Grégoire de Tours, l'étude des lettres a disparu. Les monastères sont dorénavant gardiens de la culture antique. C'est entre leurs murs que les moines recopient et conservent les manuscrits anciens. L'Espagne est aussi un lieu de conservation important. Sous l'impulsion de son archevêque Léandre, Séville devient un centre culturel important. La bibliothèque épiscopale comporte des manuscrits variés provenant de Rome, Constantinople, ou d'Afrique. Ce rassemblement de documents permet l'accessibilité à la culture tant profane que sacrée. Les recherches récentes d'Anita Guerreau-Jalabert ont cependant incité à nuancer la place des classiques dans l'éducation monastique.

### Renaissance carolingienne: éducation

#### Contexte
La renaissance dite carolingienne débute avec la réforme religieuse initiée par Pépin le Bref. Celle-ci comprenait la réforme de l'Église franque avec l'imposition à tous de la règle de Saint-Benoît et l'expansion missionnaire. La réforme est poursuivie par Charlemagne qui lui fait réviser les Livres saints afin d'unifier la liturgie.

#### Le renouveau culturel: caractéristiques et particularités
Selon Folz et Heitz, Charlemagne « préoccupé de relever le niveau intellectuel et moral de son peuple » a besoin d'un clergé instruit et donc de nouvelles écoles. Il émet des capitulaires afin d'organiser les écoles monastiques, épiscopales et paroissiales.
Tous les élèves étudient dans une même classe, mais selon la fonction à laquelle l'étudiant aspire, la formation est différente. Contrairement aux siècles précédents, les moines ont accès à la culture profane. L'approche monastique reste cependant prédominante. La méthode de base consiste en l'apprentissage de l'alphabet puis des monosyllabes et des bi-syllabes inscrites dans de petits syllabaires. Le chant est une part importante de la méthode pédagogique. Il est à la fois une discipline qu’un moine doit maîtriser et un moyen de mémorisation. Ainsi, c'est par l'étude des textes classiques que les élèves apprennent les déclinaisons et les conjugaisons. Tout comme les écoles chrétiennes des VIe et VIIe siècles, les écoles carolingiennes misent sur la mémoire pour un bon apprentissage. Les élèves s'exercent en ayant recours à la répétition de petits textes et de dialogues afin de faciliter l'étude du latin, qui, devenu langue savante, n'est plus naturelle.
Ces écoles sont ouvertes tant aux clercs qu'aux laïcs, si l'on suit les directives de l'Admonitio generalis de 789. Mais cette politique est infléchie sous le règne de Louis le Pieux, puisqu'un capitulaire de 817 réserve les écoles aux oblats, c'est-à-dire aux enfants destinés à la cléricature. Faute d'enseignants capables de dispenser des leçons de qualité en Gaule franque, des étrangers sont sollicités pour combler cette lacune. Donc, en parallèle des écoles monastiques, une académie du Palais est créée. Elle est fréquentée par de nombreux érudits italiens, espagnols, irlandais et anglo-saxons tel Alcuin — le praeceptor Galliae.

Non seulement l'école est réorganisée, mais de nombreux livres sont recopiés, ce qui permet de conserver les écrits anciens qui pourront arriver jusqu'à nous. Il ne s'agit pas là d'un retour à l'Antiquité, mais bien d'un renouveau intellectuel où les œuvres classiques sont exploitées au profit de la religion chrétienne. Au nombre des intellectuels carolingiens, on retrouve : Eginhard dont la Vie de Charlemagne adopte les cadres de la biographie impériale romaine, spécialement la Vie des douze empereurs de Suétone, Raban Maur, disciple d'Alcuin, auteur d'une encyclopédie des connaissances - De universo, Walafrid Strabon, abbé de Reichnau, célèbre par ses travaux d'exégèse - Glossa ordinaria, les liturgistes Amalaire et Florus. 

## Bas Moyen Âge en Occident (XIe–XVesiècles)

### Condition des élèves au Moyen Âge

#### Brutalité
Les maîtres se montrent sévères. Guibert de Nogent en témoigne en 1114-1117 : « Presque chaque jour j'étais lapidé par une furieuse grêle de soufflets et de coups de fouet », « frappé de manière honteuse », je portais « de multiples meurtrissures dont sans raison il [le précepteur] ne cessait de zébrer ma peau » ; un jour, ma mère m'enleva ma chemise et « put contempler mes petits bras marqués de bleus, et la peau de mon pauvre dos enflée un peu partout à la suite des coups de verge » (Autobiographie, I, 5-6). Quand le chanoine Fulbert confie en 1117 sa nièce Héloïse au chanoine Pierre Abélard, il donne ses instructions, de sorte qu'Abélard retient ceci : « Si je la sentais négligente, je pourrais la châtier sévèrement » (Histoire de mes malheurs, in Héloïse et Abélard, Lettres et vies, Garnier-Flammarion, p. 51).

#### Bons et mauvais enfants à Paris
A pain crier metent grant'paine, - Et li avugle à haute alaine, - « Du pain à cels de Champ porri» - Dont moult sovent, sachiez, me ri - Les Bons Enfans orrez crier a : « Du pain », nes vueil pas oublier. - Les Filles-Dieu sevent bien dire :Du pain, pour Jhesu nostre Sire.

Ils prennent grand peine à crier : « Du pain ! » - Ainsi que les aveugles, à plein souffle, - « Du pain pour ceux du Champ pourri !» -Dont bien souvent, sachez-le, je me moque - Vous entendrez les Bons Enfants - Crier: « Du pain ! » - je ne veux pas les oublier - Les Filles de Dieu savent bien dire - « Du pain, pour Jésus Notre Seigneur !»

Guillaume de Villeneuve. Crieries de Paris. XIIIe siècle!

 :Bien sçay se j’eusse estudié :Ou temps de ma jeunesse folle, :Et à bonnes meurs dédié, :J’eusse maison et couche molle ! :Mais quoy ? je fuyoye l’escolle, :Comme faict le mauvays enfant… :En escrivant ceste parolle, :A peu que le cueur ne me fend.

François Villon. Le Testament. 1461

 On donnait à Paris, vers 1208 le nom de « bons enfans » aux jeunes gens qui se livraient à l'étude. Par opposition on nommait « mauvais enfants » ou « mauvais-garçons » ceux qui vivaient dans la débauche et le brigandage. Il exista deux « collèges des Bons-Enfants, l'un d'eux rue des bons enfants, près du palais royal, fondé en 1208, reçut d'abord le nom d'« hôpital des Pauvres-Écoliers. » Il méritait ce titre; car les écoliers étaient obligés, comme la plupart des religieux de Paris, de demander l'aumône. Dans la pièce intitulée les Crieries de Paris, on voit que chaque jour ils quêtaient du pain dans les rues de cette ville : les libéralités de quelques personnes bienfaisantes, notamment celles du célèbre Jacques Cœur (1400-1456), procurèrent à ce collège un revenu suffisant; et les écoliers ne furent plus réduits à implorer la charité des habitants de Paris.

#### Bourses d'études
La plupart des étudiants n’avaient d’autres ressources que des bourses fondées à leur intention. À partir du XIIIe siècle, les boursiers vécurent en commun dans des maisons appelées collèges. L’une des plus anciennes de ces maisons, fondée par Robert de Sorbon à l’usage des étudiants de la Faculté de théologie, est connue sous le nom de Sorbonne.

### Déclin des écoles monastiques

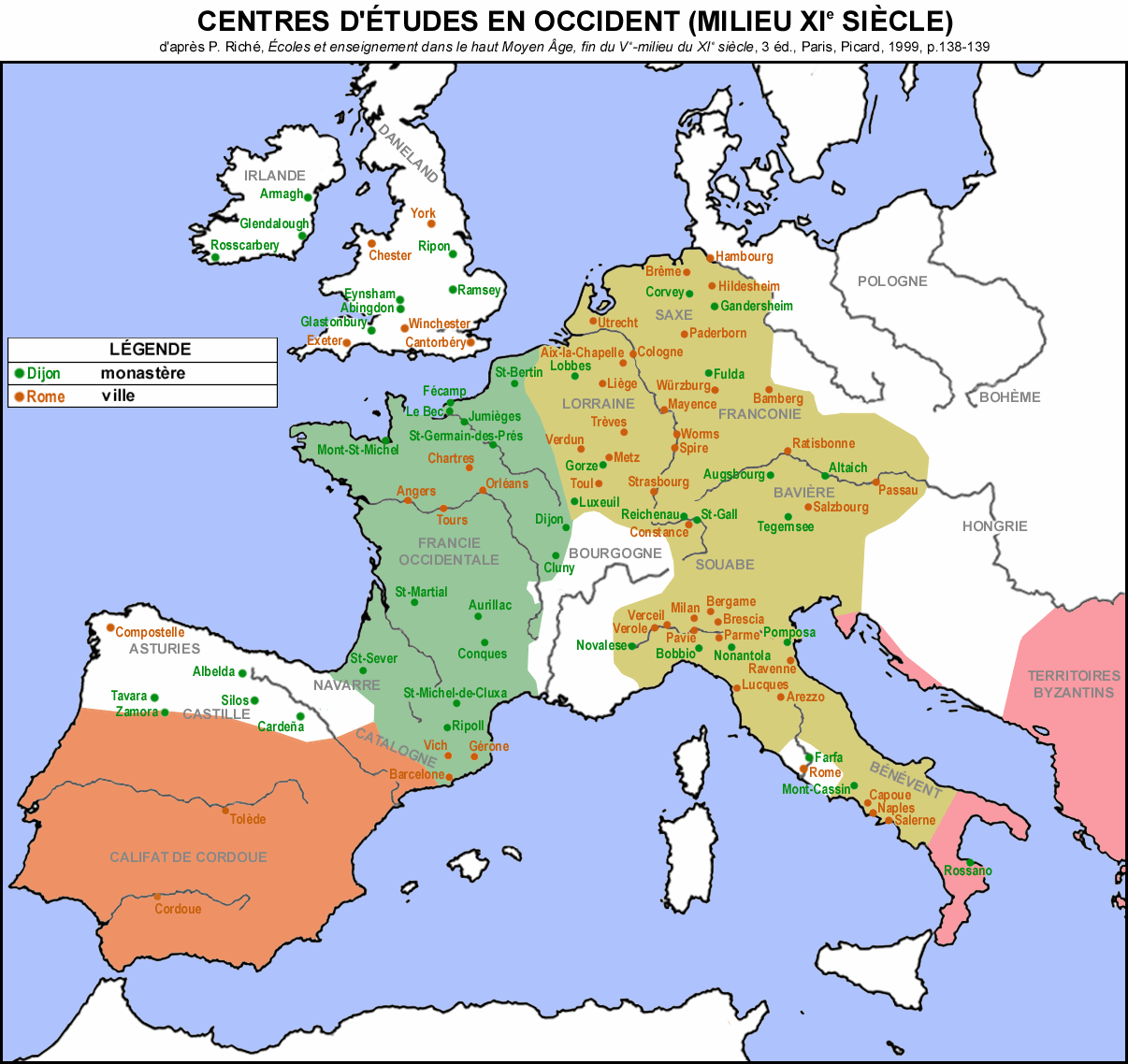
Centres d'études en Occident durant le XIe siècle.

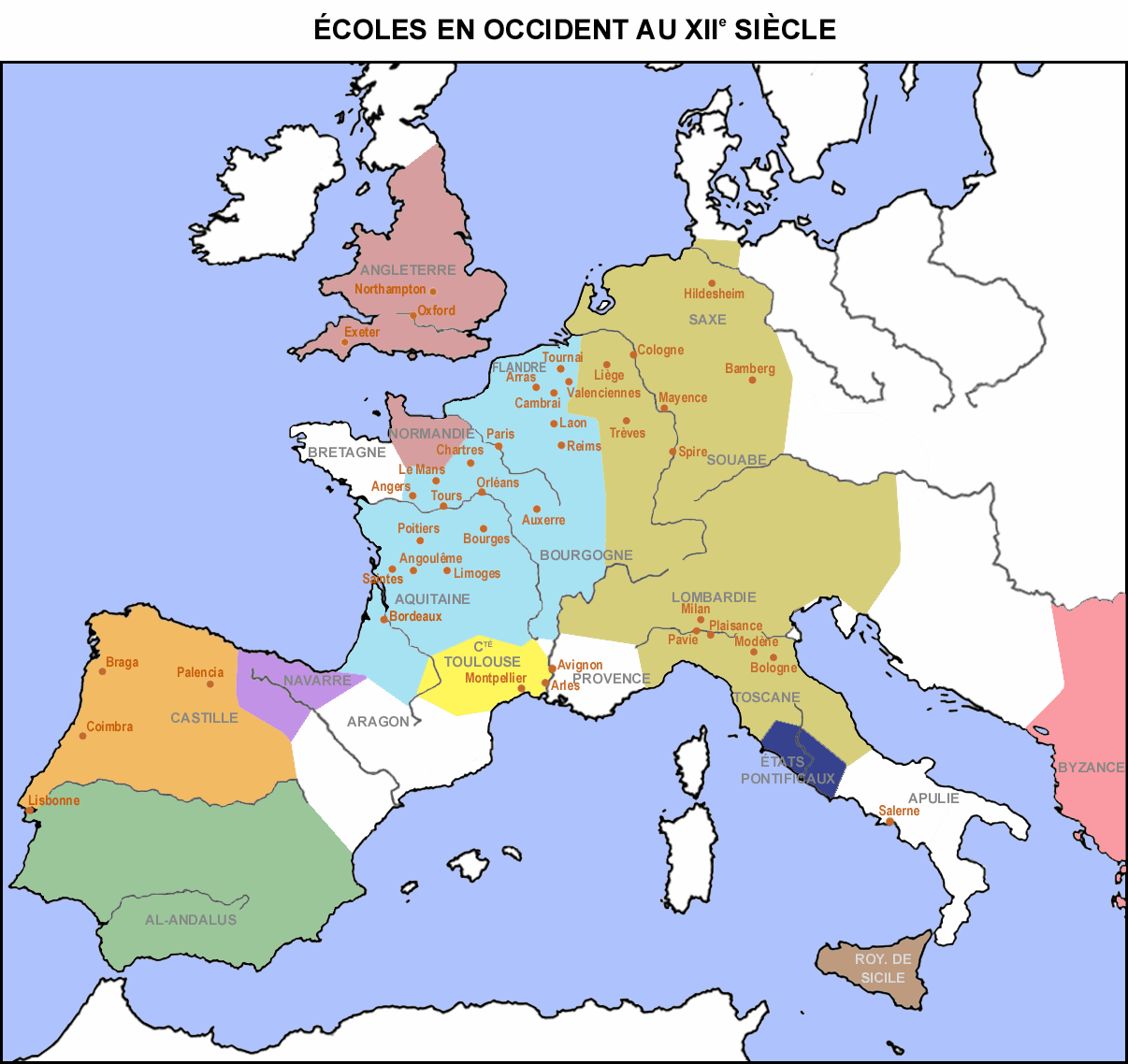
Centres d'études en Occident durant le XIIe siècle.

Au temps de la renaissance carolingienne et jusqu'au XIe siècle, les écoles situées dans les monastères sont particulièrement brillantes. Les abbayes conservent et transmettent le savoir, grâce à l'enseignement, mais aussi grâce à leur scriptorium et à leur bibliothèque. Parmi les écoles monastiques de l'époque, les plus réputées sont celles de l'abbaye du Bec (en Normandie), de l'abbaye de Cluny (en Bourgogne), des abbayes parisiennes de Saint-Victor et Sainte-Geneviève. Les abbayes étant souvent établies à la campagne, l'enseignement qui y était dispensé pouvait apparaître comme lointain et isolé. Au XIIe siècle, les écoles épiscopales, situées en ville près de la cathédrale, connurent un succès et un rayonnement qui éclipsèrent la renommée des écoles monastiques.

### Attrait des écoles épiscopales
Les écoles épiscopales étaient à la charge des chanoines de la cathédrale. Elles étaient dirigées par un écolâtre. L'enseignement était assuré par des maîtres (magister en latin), c'est-à-dire les professeurs de l'époque. Ces maîtres étaient des clercs ayant terminé leurs études et ayant obtenu la « licence d'enseigner » (licentia docendi). À la fin du XIIe siècle, cette autorisation était attribuée par le chancelier de la cathédrale. Ce dernier avait en outre un fort pouvoir juridictionnel sur les étudiants et les maîtres. L'enseignement dans les écoles cathédrales était en principe gratuit. Mais les maîtres recevaient aussi des cadeaux de la part des étudiants.
L'école cathédrale de Paris était située sur l'île de la Cité et existait déjà sous Charlemagne. Une partie des étudiants et des maîtres supportaient de moins en moins l'autorité du chancelier et la discipline rigoureuse qui régnait dans cette école. Dès le XIIe siècle, les étudiants étrangers n'étaient plus hébergés dans l'école, mais dans des collèges (voir : collèges médiévaux) qui leur proposaient les services de répétiteurs. Ils fréquentèrent donc de plus en plus les écoles de la rive gauche de Paris (le Quartier latin). C'est de cette scission qu'est née l'université de Paris. La communauté formée par les étudiants et les maîtres s'organisa contre l'école épiscopale de l'île de la Cité. Leur objectif était d'échapper à l'ascendant du chancelier de l'évêque et d'obtenir des privilèges de la part du pouvoir.
D'autres écoles épiscopales ont connu un fort rayonnement, et lorsqu'elles avaient des maîtres de haute réputation, elles supplantaient celle de Paris : celles de Reims, Laon ou Chartres en sont de bons exemples.

### Éducation des croisés
Les occidentaux ont monté tout un système éducatif pour appuyer les croisades. Dans leur irruption chez ce qu'ils appelaient les « infidèles », ils avaient un problème d'intermédiaire pour les soutenir dans les pays conquis : ils ne pouvaient bien sûr faire complètement confiance dans des drogmans locaux. Zrinka Stahuljak, médiéviste, souligne que, dans leur esprit, le but ultime des croisades, à savoir la conquête de ces pays et la conversion des infidèles, ne pouvait être obtenu que par des chrétiens ; elle cite Ricoldo da Monte Croce, dominicain qui a vécu et prêché au Moyen Orient de 1288 à 1300 :

« ... quand bien même les interprètes ordinaires connaissent suffisamment bien les langues pour acheter et vendre et pour le vivre ensemble quotidien, ils ne savent pas comment traduire la foi avec des mots propres et adéquats. Et ils ont honte de dire "je ne comprends pas", ou "je ne sais pas comment dire". Ainsi, ils pervertissent les mots et disent une chose pour autre chose. [...]. Il convient donc que les frères apprennent bien la langue, comme il m'a été nécessaire d'apprendre non seulement la langue arabe, mais aussi les dialectes. »

— Ricoldo da Monte Croce, Libellus ad nationes orientales
Raymond Lulle, philosophe missionnaire aux alentours de 1300, fait le même constat. Aussi les ordres religieux vont construire une double éducation : celle des langues étrangères d'une part, et d'autre part toute forme de savoir, pour être capable de répondre et de persuader l'étranger lors du processus de conversion. Cela signifie connaitre l'étranger aussi bien que lui. Pour y parvenir, ils envisageait une formation de pas moins d'une vingtaine d'années. Raymond Lulle a appris l'arabe pour convertir les musulmans par sa prédication. Il se voit plus comme « expressor » (celui qui s'exprime) que comme « interpres » (intermédiaire, interprète, messager). L'occident veut supprimer tout intermédiaire entre lui et l'étranger, pour mieux contrôler  cet étranger.
Cependant, le problème ne fait que rebondir : même si l'envoyé est un européen, comment s'assurer de sa fidélité lorsqu'il est à l'étranger ?... Que ça soit des personnes bien éduquées n'empêche pas qu'elles pourraient prendre une forme d'autonomie par rapport au catéchisme chrétien. Pour résoudre cette question, l'éducation des croisés, plus qu'un apprentissage de l'intelligence, devra être un endoctrinement. Elle doit être uniforme dans toute l'Europe pour déjà contrer les particularismes locaux dans les pays chrétiens eux-mêmes : c'est la première manifestation d'une centralisation de l'éducation. Le croisé éduqué devra être en pleine possession de ses moyens pour convertir, mais devra être d'une obéissance aveugle pour qui l'envoie.

### Naissance de l'université

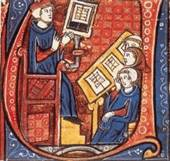
Leçon dans une université médiévale.

Il est impossible de cerner une date ou encore une année précise à la naissance des premières universités puisqu’il s’est toujours agi d’un processus graduel qui a transformé des écoles déjà existantes en véritables universités. Hormis le Collège Théodose (en), qui est une école monastique fondée en 508 où se formeront plus de deux mille étudiants, le premier collège d'enseignants à échapper à l'autorité de l'évêque du lieu est celui que fonde pour Abailard en 1136 Étienne de Garlande au sein de l'abbaye Sainte-Geneviève, actuel lycée Henri-IV. La date retenue pour Oxford correspond en réalité à celle de l'interdiction faite par Henri Plantagenêt aux étudiants anglais de fréquenter les collèges de Paris. Celle pour Bologne correspond à la date de la reconnaissance de mutuelles d'étudiants dans ce qui était appelé le Studium, centre de formation pour le service de la Curie romaine copié sur celui de Byzance. L'université de Paris, dont on peut faire remonter l'origine soit à l'ordonnance signée en 1200 par Philippe Auguste[incompréhensible].
- Naissance de l'université de Paris (XIIIe siècle)

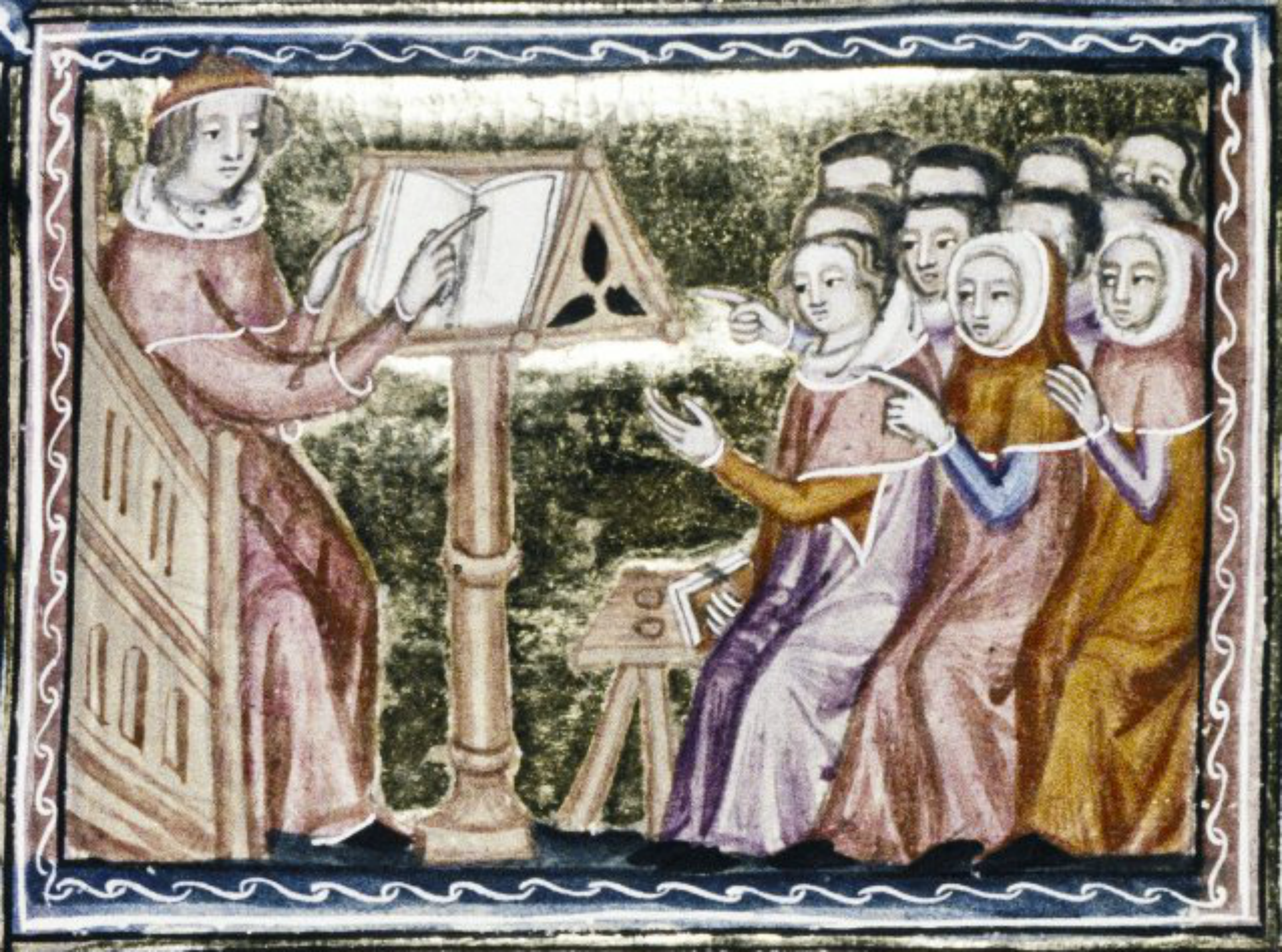
Cours à un groupe d'étudiants, à Oxford ou Cambridge, William de Nottingham, vers 1350.

  - Dès 1200, le roi Philippe Auguste accorde aux maîtres et étudiants des privilèges judiciaires : en tant que clercs, ils disposent d'une justice particulière. Ils sont dispensés des devoirs militaires et de certains impôts. C'est le premier emploi en Occident du terme « universitas » pour désigner l'ensemble formé par les enseignants et les élèves et donner à cet ensemble une valeur juridique. Le sens d'établissement d'enseignement supérieur ne viendra qu'avec l'usage.
  - En 1215, la communauté des maîtres et des étudiants se dote de statuts : ces règles qui définissent le statut des enseignants, la discipline et les programmes sont établis par Robert de Courçon. L'université de Paris est née, même si l'expression « université de Paris » n’apparaît qu'en 1260.
  - En 1229, les étudiants et les maîtres parisiens s'exilent volontairement.
  - En 1231, une bulle du pape Grégoire IX parachève l'organisation de l'université : maîtres et étudiants parisiens ne dépendent que du pape et sont sous sa protection.
  - Au XIIIe siècle, d'autres universités sont créées en Occident. Seul l'Empire ne fonde pas d'universités pour l'instant. Ces universités se spécialisent : Orléans et Bologne sont renommées pour le droit, Montpellier pour le droit et la médecine ; l'université de Naples doit fournir des cadres administratifs pour l'Empereur. Celle de Toulouse est tournée vers l'éradication de l'hérésie cathare.
- Création des premières universités en Occident (XIIe / XVIe siècles) avec leurs dates de fondation revendiquées :

| - XIe / XIIIe siècles - Université de Bologne en 1088 - Université d'Oxford en 1167 - Université de Cambridge en 1209 - Université de Paris en 1215 - Université de Salamanque en 1218 - Université de Padoue en 1222 - Université de Naples en 1224 par Frédéric II - Université de Toulouse en 1229 - Université de Sienne en 1240 - Université de Montpellier en 1289 - Université de Coimbra en 1290 - XIVe siècle - Université de Rome en 1303 - Université d'Orléans en 1306 - Université de Pise en 1339 - Université de Prague en 1348 - Université de Cracovie en 1364 - Université de Vienne en 1365 - Université de Pécs en 1367 - Université d'Erfurt en 1379 - Université de Heidelberg en 1385 - Université de Cologne en 1388 - Université de Ferrare en 1391 - Université de Zadar en 1396 - Université de Fermo en 1398 | - XVe siècle - Université d'Aix-en-Provence en 1409 - Université de Leipzig en 1409 - Université de Saint Andrews en 1413 - Université de Rostock en 1419 - Université de Louvain en 1425 - Université de Poitiers en 1431 - Université de Bordeaux en 1441 - Université de Barcelone en 1450 - Université de Glasgow en 1451 - Université de Bâle en 1460 - Université de Bratislava (Universitas Istropolitana) 1465 - Université d'Uppsala en 1477 - Université de Copenhague en 1479 - Université d'Aberdeen en 1495 - XVIe siècle - Université de Wittemberg en 1502 - Université de Lausanne en 1537 - Université de Douai en 1559 - Université de Genève en 1559 - Université de Leyde en 1575 - Université de Vilnius en 1579 - Université d’Édimbourg en 1583 - Université de Dublin en 1592 |

### Organisation des universités
- Les étudiants

Ils sont appelés dans les textes médiévaux écoliers ; ils sont de plus en plus nombreux. Ils appartiennent à la catégorie des clercs et sont donc tonsurés. Ils peuvent venir d'autres « pays » : ils se regroupent alors en nations, qui sont des sociétés d'entraide. Chaque nation choisit un procureur qui la représente dans l'administration de l'université. Les étudiants sont turbulents, et leurs tapages nocturnes dérangent les bourgeois de la ville. Le coût des études est important : logement, livres, taxes d'examen, cadeaux aux maîtres…
- Les maîtres

Au XIIIe siècle, les ordres mendiants (dominicains et franciscains) cherchent à accaparer les chaires dans les facultés, en particulier dans les facultés de théologie. Cela entraîne des conflits et des invectives avec le clergé séculier.
- Les facultés

L'université se compose d'une faculté généraliste (faculté des arts) et de trois facultés spécialisées (droit, médecine et théologie). Un docteur est celui qui va jusqu'au bout d'une faculté spécialisée.
- Les programmes d'enseignement
  - Les arts libéraux

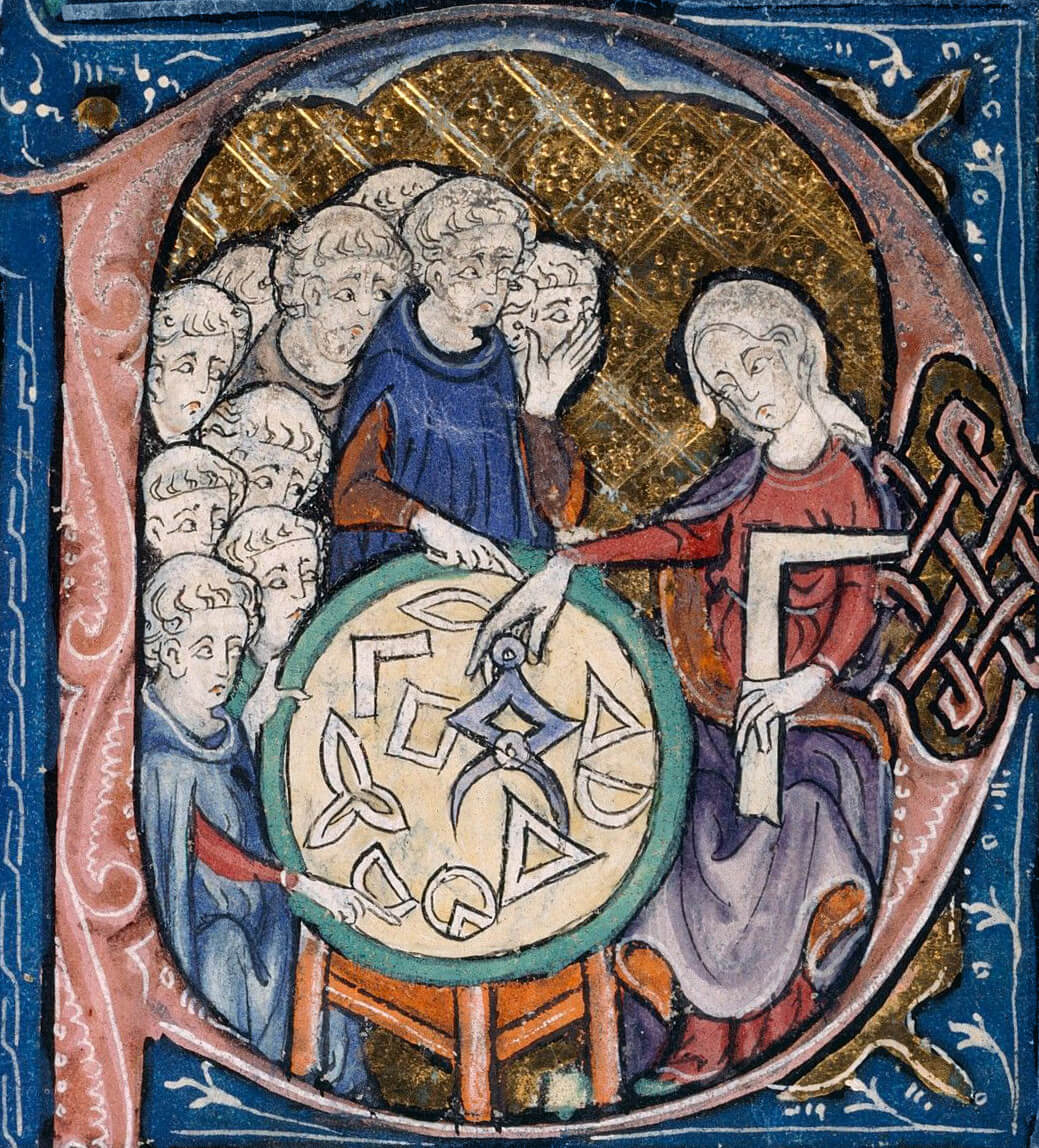
Enseignement de la géométrie.

Les arts libéraux désignent l'enseignement général dispensé dans les écoles et les universités médiévales. Ils se composent de deux cycles :
- le trivium regroupe la rhétorique, la dialectique et la grammaire. Il correspond à notre philosophie actuelle ;
- le quadrivium regroupe les matières « scientifiques » : arithmétique, géométrie, astronomie et musique.

Comment se déroule une leçon ?
- Les cours avaient lieu dans des salles louées, dans les cloîtres et parfois sur les places publiques. Le savoir s'appuie sur des textes faisant autorité (Écritures Saintes, Écrits des Pères de l'Église…).
- En faculté des Arts, la leçon commence par la lecture et le commentaire du texte (lectio) ; puis les étudiants discutent la thèse du texte (disputatio) ; enfin, le maître expose une position définitive sur le texte (determinatio).

### Grands maîtres et précepteurs de l'époque
- Abélard
- Albert le Grand
- Saint Anselme
- Guillaume de Champeaux
- Fulbert de Chartres
- Bérenger de Tours
- Gerbert d'Aurillac
- Thomas d'Aquin
- Philippe de Mézières
- Raymond de Sédirac
- Hugues de Saint-Victor mort en 1141, maître à Paris
- Pierre Lombard
- Siger de Brabant

## Éducation par groupe social

L'organisation sociale en trois ordres

Toute société féodale (et d'Ancien Régime) est une société d'ordres (clergé, noblesse, tiers état), plus qu'une société de classes ou une société de castes.
Dans la société médiévale, au moins ouest-européenne, féodale, les laboratores, ceux qui travaillent, sont essentiellement les paysans, les tenanciers/vilains et les serfs.

### Éducation religieuse et clergé
L'éducation religieuse médiévale a son efficacité et ses réussites évidentes[non neutre]. Elle a aussi ses limites, sans aller jusqu'à la caricature qu'en dresse François Rabelais dans Pantagruel (1532).
Pour ce qui concerne les gens extérieurs au clergé, la diffusion et la réception de la foi chrétienne (catéchèse et catéchisme) se font en langue vernaculaire.
La liturgie catholique romaine, officiellement la même dans le monde entier, se fait en latin, langue liturgique véhiculaire.
Les femmes religieuses occupent place, présence, activité, ministère (en catholicisme), et reçoivent une formation adaptée à leur statut.

### Noblesse
Au moins pour la France, la formation des personnes nobles, chevaliers, gentilshommes, en chevalerie, féodalité, noblesse, ou autre forme d'aristocratie, ou d'élite, en société d'Ancien Régime, est encore plus problématique, plus complexe, plus variée. L'éducation des femmes de la noblesse est plus sensible, et mieux renseignée.

### Laboratores
De leur côté, très majoritaires en nombre, sans privilèges, et défavorisés en ressources et en droits, les laboratores sont des roturiers, réputés libres (non esclaves), soumis au cens, à la taille, aux corvées, en relative autosuffisance.
Le travail des enfants relève, à la campagne, d'une économie informelle, d'autant que l'espérance de vie est réduite. L’apprentissage de chaque savoir-faire des tâches domestiques et agricoles (agriculture, élevage, bucheronnage...) se fait en groupe très restreint (parent-enfant, fratrie, sororie, maisonnée...), par imitation.
La domesticité, au sens de domestiques (production domestique) ou serviteurs, au service de personnes de la noblesse (page, écuyer, laquais, nourrice, servante) ou de la bourgeoisie naissante, concerne une population plus réduite, et qui reçoit une formation (et/ou une éducation), sur place, en interne, souvent longue, avec des conditions de vie et de travail (supposées) plus favorables.
Dans l’artisanat et le commerce, des associations (sorte de syndicat professionnel à la manière du collegium) organisent le travail et la vie de leurs membres : fraternité, guilde, corporation, confrérie, société amicale. Ainsi, le système de corporation sous le royaume de France structure tous les métiers (métiers du Moyen Âge, masculins et/ou féminins), corps de métier, professions, ordres professionnels, avec des éléments variables de formation, protection, assurance, assistance, entraide.
Le compagnonnage (inscrit à l'inventaire du patrimoine culturel immatériel en France et au patrimoine culturel immatériel), est un système traditionnel de transmission de connaissances et de formation à un métier, qui s'ancre dans des communautés de compagnons.